# Fatma Betül Sayan Kaya
Fatma Betül Sayan Kaya (Istanboel, 31 januari 1981) is een Turks politica. Sinds 24 mei 2016 fungeert ze als minister van Gezin en Sociaal Beleid. Ze is de enige vrouw in het kabinet van Binali Yıldırım. 

## Biografie
Ze is afgestudeerd in de technische informatica aan de Bilkent Universiteit in Ankara. Ze werkte hierna als een projectingenieur in Istanboel. Later ging ze naar de Verenigde Staten en studeerde aan de New York-universiteit. Na te zijn teruggekeerd in Turkije studeerde ze medicijnen aan de Universiteit van Istanboel. Tussen 2009 en 2012 adviseerde ze de latere president Recep Tayyip Erdoğan. Kaya was kandidaat voor de AKP tijdens de verkiezingen van juni 2015, maar doordat de regeringsonderhandelingen mislukten raakte ze niet verkozen. In november 2015 werd ze uiteindelijk minister van Gezin en Sociaal Beleid.

### Bezoek aan Rotterdam
Op 11 maart 2017 was Kaya op bezoek in Duitsland, toen de Nederlandse regering de landingsrechten introk van de Turkse minister van buitenlandse zaken Mevlüt Cavusoglu. Hij had het Turkse electoraat in Nederland willen toespreken voor het referendum van 26 april over de staatshervorming, hetgeen de Nederlandse regering onwenselijk vond. Daarop vroeg Ankara aan minister Kaya om naar Rotterdam te rijden en de plaats van Cavusoglu in te nemen.
Samen met haar konvooi werd Kaya bij het Turks consulaat tegengehouden door de politie, gemaskerde en zwaarbewapende leden van de Dienst Speciale Interventies. Haar, in feite onbewapende, lijfwachten werden aangehouden op verdenking van verboden wapenbezit en hun paspoorten in beslag genomen. Ook de Turkse consul van Deventer en de zaakgelastigde van de Turkse ambassade, die de minister begeleidden, werden aangehouden ondanks hun diplomatieke onschendbaarheid. De minister weigerde haar auto te verlaten. Toen rond middernacht voorbereidingen getroffen werden om haar met auto en al op een oplader te hijsen en naar Duitsland te transporteren, stapte ze uit. Het werd haar duidelijk gemaakt dat haar hoe dan ook de toegang tot het consulaat zou worden ontzegd. De politie had geheime orders haar desnoods te arresteren. Later die nacht liet ze zich onder luid protest meevoeren in een Nederlandse auto en werd naar een politiebureau in Nijmegen gereden. Daar werd ze herenigd met haar lijfwachten en auto en onder Duits politie-escorte naar Duitsland begeleid. Indertijd werd algemeen aangenomen dat ze formeel persona non grata was verklaard, maar achteraf bleek dat niet het geval te zijn geweest; juridisch gezien zou ze vrijwillig het land verlaten hebben en was er zelfs geen besluit tot uitzetting.
Onderhandelingen tussen de Nederlandse en Turkse autoriteiten over de mogelijkheid van een kleinschalige en besloten bijeenkomst in een consulaat of ambassade liepen door steeds nieuwe Nederlandse eisen uit op een diplomatieke escalatie. Na een oproep op sociale media om massaal naar de toespraak van Kaya te komen werd deze verboden. Dit leidde tot ongeregeldheden in Rotterdam, waarbij onder meer politiehonden werden ingezet. De Turkse regering noemde het Nederlandse optreden "fascistisch".